# Абубакар Шекау
Абубакар Шекау (24 марта 1973, Shekau, Йобе — 20 мая 2021, Самбиса, Борно) — лидер Боко харам, нигерийской террористической организации, который дал присягу Исламскому государству. Он был заместителем основателя группировки, Мохаммеда Юсуфа, пока Юсуф не был убит в 2009 году. До июля 2010 года нигерийские власти полагали, что Шекау был убит в 2009 году в столкновениях с силами безопасности и Боко харам, когда Шекау появился в новом видео организации.

## Биография
Шекау — этнический канури. Он также говорит на хауса, арабском и английском. Он утверждает, что он был интеллектуалом и богословом, который изучил ислам «при традиционном клерикале».
Видео Шекау размещал в Интернете, он часто хвастался своей непобедимостью; дразнил различные армии; и заявил, что он «не может быть остановлен», и «не может умереть кроме как по воле Аллаха». Он также хвастался обладанием танками и другими боевыми машинами. В своих видео он часто использовал антиамериканскую риторику и многократно угрожал напасть на США.
В июне 2012 Госдепартамент Соединённых Штатов объявил Шекау террористом, и заморозил его активы в США. В июне 2013 ЦРУ объявили вознаграждение в 7 миллионов долларов США за информацию, которая поможет в задержании Шекау. Кроме того, нигерийская армия предложила вознаграждение в размере 50 миллионов найров (приблизительно 300,000 долларов США) за Шекау.
В 2009 году Шекау был ранен в ногу во время сражения с нигерийскими силами безопасности. После объявления о его смерти, он увеличил количество нападений. По его приказу в апреле 2014 года были похищены более 200 школьниц, после чего он заявил:
Я говорю всем вам: я захватил девушек. Девушки должны выходить замуж. Мы против западного образования, я говорю: остановите западное образование, они должны его бросить, женщины должны выходить замуж. Я повторяю, я похитил девушек и я их буду продавать на рынке, клянусь Аллахом.
Он также утверждал, что вёл джихад против христиан.

## Личная жизнь
Шекау родился в Нигере, по другим данным, в деревне Шеко в штате Йобе в Нигерии. Его возраст неизвестен точно — многие думают, что ему 34 или 35 лет, хотя другие утверждают, что ему за 43.

## Сообщения о смерти
Шекау, как сообщается, был убит в 2009 году, но вновь появился меньше чем через год уже как лидер организации. Нигерийская армия также заявила, что убила его во время сражения 2014 года в Кодунге, которое продлилось с 12 по 14 сентября. Вооружённые силы Камеруна опубликовали фотографию и также утверждали, что их силы убили Шекау в сентябре 2014. В начале октября 2014 информационным агентством AFP было получено видео, в котором показался живой Шекау, в котором он опровергнул информацию о своей смерти.
Местные СМИ предположили, что человек, убитый камерунскими военными, был двойником, используемым из соображений безопасности.
Согласно National Post, нигерийские государственные чиновники говорят, что настоящий Шекау давно мёртв, но дублёры продолжают появляться, чтобы увековечить миф о непобедимости Шекау. Его внешность и имя — теперь «фирменный знак для террористов». Есть несоответствия между видео, согласно заявлению сделанными Шекау, такими как его разговор в различных интонациях и с переменными манерами. «В некоторых случаях он кажется намного более тяжёлым или намного более тёмным в цвете кожи, и разница очень отличается между каждым человеком».
23 августа 2016 года представитель армии Нигерии заявил, что в результате авиаударов ВВС страны Абубакар Шекау был смертельно ранен. 2 августа «Исламское государство» «уволило» его с поста главы группировки.
2 сентября 2016 года ВВС Нигерии завили, что уничтожили госпиталь, в котором находился раненый лидер «Боко харам» и другие командиры боевиков. 25 сентября того же года в интернете появилось видеообращение человека, похожего на Шекау, в котором он заявил, что его здоровье «в отличном состоянии».
В мае 2021 года Wall Street Journal подтвердил сообщения о гибели Шекау: как сообщается, 20 мая 2021 года он взорвал себя с помощью «жилета смертника» во время конфликта с членами своей группировки.